# Figueiró (Santiago e Santa Cristina)
Figueiró (oficialmente: União das Freguesias de Figueiró (Santiago e Santa Cristina)) é uma freguesia portuguesa do município de Amarante, com 8,11 km² de área e 3634 habitantes (censo de 2021). A sua densidade populacional é 448,1 hab./km².

## História

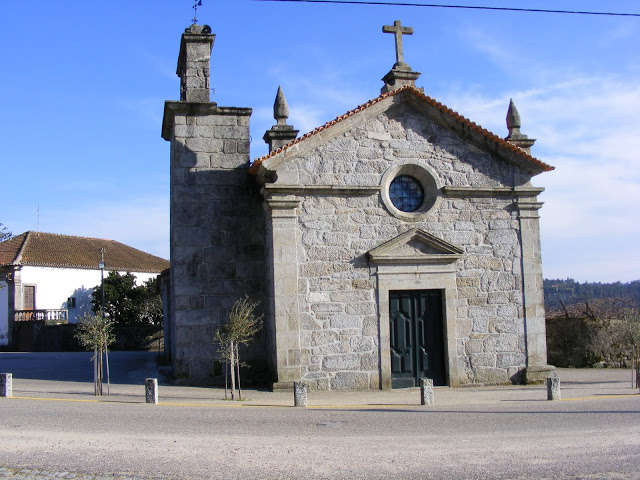
Igreja de Santa Cristina de Figueiró.

Foi constituída em 2013, no âmbito de uma reforma administrativa nacional, pela agregação das antigas freguesias de Santiago de Figueiró e Santa Cristina de Figueiró e tem sede em Santiago.

## Demografia
A população registada nos censos foi:
| Distribuição da População por Grupos Etários | Distribuição da População por Grupos Etários | Distribuição da População por Grupos Etários | Distribuição da População por Grupos Etários | Distribuição da População por Grupos Etários | Distribuição da População por Grupos Etários |
| -------------------------------------------- | -------------------------------------------- | -------------------------------------------- | -------------------------------------------- | -------------------------------------------- | -------------------------------------------- |
| Antes da agregação                           |                                              |                                              |                                              |                                              |                                              |
| Ano                                          | 0-14 anos                                    | 15-24 anos                                   | 25-64 anos                                   | >= 65 anos                                   | Total                                        |
| 2001                                         | 933                                          | 708                                          | 2334                                         | 543                                          | 4518                                         |
| 2011                                         | 630                                          | 504                                          | 2108                                         | 586                                          | 3828                                         |
| Após a agregação                             |                                              |                                              |                                              |                                              |                                              |
| Ano                                          | 0-14 anos                                    | 15-24 anos                                   | 25-64 anos                                   | >= 65 anos                                   | Total                                        |
| 2021                                         | 453                                          | 428                                          | 2014                                         | 739                                          | 3634                                         |